# Cabut tucà
El cabut tucà (Semnornis ramphastinus) és una espècie d'ocell de la família dels semnornítids (Semnornithidae) que habita la selva humida i altres formacions boscoses del sud-oest de Colòmbia i oest de l'Equador.